# Вітчизняний фронт (Болгарія)
Вітчизняний фронт (ВФ) (болг. Отечествен фронт) — неурядове об'єднання лівоорієнтованих політичних сил Болгарії, які боролися за визволення країни від фашизму. Після Другої світової війни масова громадсько-політична організація в НРБ.

## Історія
Створений 1942 року з ініціативи Болгарської робітничої партії як об'єднання патріотичних і демократичних антифашистських сил народу. Посилив свої позиції з приходом радянських військ. З утворенням свого коаліційного уряду Вітчизняний фронт швидко еволюціонував до ліворадикальної (комуністичної) альтернативи в умовах становлення режиму народної демократії у післявоєнній Болгарії, яке відбувалося далеко не демократичним шляхом. Причини становлення такого спотвореного режиму народної демократії полягали в потужному впливі зовнішнього (радянського) чинника, впровадження властивих Союзу РСР методів боротьби проти «ворогів народу», знищення багатопартійності і нав'язування тотальної монополії комуністичної партії та її ідеології.
На ІІ з'їзді у лютому 1948 ВФ реорганізований у громадсько-політичну організацію з індивідуальним членством. До ВФ на правах колективних членів увійшли профспілки, Димитровська комуністична спілка молоді (ДКСМ), громадські, культурні, спортивні та інші масові організації. Найвищим органом був з'їзд, що обирав Національну раду, в округах і околіях (повітах) обиралися окружні та околійні комітети, в Софії — районні та міський. ВФ вів широку патріотично-виховну, культурно-освітню і політичну роботу в інтересах компартії, спрямовану на мобілізацію мас на «соціалістичне будівництво». ВФ налічував близько 4 млн членів (1976). Мав друкований орган — щоденну газету «Отечествен фронт» (з 1942).

## Члени
| Назва | Назва                                                                     | Емблема | Ідеологія                                      | Керівник                                            | Заснування     | Місця в Народних зборах (1986) |
| ----- | ------------------------------------------------------------------------- | ------- | ---------------------------------------------- | --------------------------------------------------- | -------------- | ------------------------------ |
|       | Болгарська комуністична партія Българска комунистическа партия            |         | комунізм марксизм-ленінізм сталінізм (до 1956) | Тодор Живков                                        | 28 травня 1919 | 276 / 400                      |
|       | Болгарський землеробський народний союз Български земеделски народен съюз |         | аграрний соціалізм                             | Георгій Трайков (1947—1974) Петр Танчев (1974—1989) | 30 грудня 1899 | 99 / 400                       |

## Виноски
1. ↑  Бурдяк, 2015, с. 112.